# Ouratea hatschbachii
Ouratea hatschbachii är en tvåhjärtbladig växtart som beskrevs av K. Yamamoto. Ouratea hatschbachii ingår i släktet Ouratea och familjen Ochnaceae. Inga underarter finns listade i Catalogue of Life.